# Wayne Isham
Wayne Isham (ur. 2 grudnia 1958) – amerykański reżyser teledysków współpracujący z wieloma muzykami. Laureat MTV Video Music Awards 1991 w kategorii Nagroda Michaela Jacksona Video Vanguard, nominowany do nagrody Grammy w kategorii Best Short Form Music Video za zapis trasy koncertowej zespołu Pink Floyd Delicate Sound of Thunder (1989) i do nagrody CableACE za reżyserię programu muzycznego HBO Billy Joel: Live in Leningrad (1987).

## Życiorys – wczesne lata
Isham urodził się w roku 1958. Kształcił się na University of California w Santa Barbara w latach 70. XX wieku. W trakcie jego edukacji, powstał teledysk do utworu Davida Bowie „Ashes to Ashes”; z budżetem wielkości ćwierć miliona funtów brytyjskich był to najdroższy teledysk w historii, definiujący standardy dla wczesnych wideoklipów. Isham przywołuje ten teledysk jako inspirację do zajęcia się reżyserowaniem wideoklipów.

## Kariera
Isham współpracował z takimi artystami, jak Bon Jovi, Michael Jackson, Janet Jackson, Kiss, Roxette, Mötley Crüe, Britney Spears, Kelly Clarkson, Whitesnake, David Cook, Simple Plan, Avenged Sevenfold, Pantera, *NSYNC, Backstreet Boys, Shania Twain, Metallica, Muse, Keith Urban, Godsmack, OneRepublic, Leona Lewis, Aaliyah, Pink Floyd, Sheryl Crow, Megadeth, Madonna, Avril Lavigne, Def Leppard, Darius Rucker, Adam Lambert, czy Nadine Coyle.

## Wyróżnienia i nagrody
Isham, wspólnie z zespołem Bon Jovi, otrzymał w roku 1991 nagrodę MTV Video Vanguard Award.
Za wyreżyserowanie hiszpańskojęzycznej wersji wideoklipu do piosenki „She Bangs” Ricky’ego Martina otrzymał nagrodę Latin Grammy Award for Best Short Form Music Video na ceremonii Latin Grammy Award w roku 2001. Za ten sam teledysk otrzymał nagrodę dla wideoklipu roku na Premio Lo Nuestro 2001.
Podczas 16. ceremonii wręczania nagród Music Video Production Association, 16 maja 2007, Isham otrzymał nagrodę za całokształt dokonań.
W trakcie gali MTV Video Music Awards 2008 Isham otrzymał szereg nagród za teledysk do utworu Britney Spears „Piece of Me”;, w tym nagrodę za teledysk roku i nagrodę za najlepszy widoklip do piosenki popowej

## Wybrana wideografia
1984
- „Caught in the Act” (operator kamery) – Styx

1985
- „Smokin' In the Boys Room” – Mötley Crüe
- „Home Sweet Home” – Mötley Crüe
- „Everybody's Crazy” – Michael Bolton
- „Alone Again” – Dokken

1986
- „You Know I Love You... Don't You?” – Howard Jones
- „You Give Love a Bad Name” – Bon Jovi
- „Livin’ on a Prayer” – Bon Jovi
- „Turbo Lover” – Judas Priest

1987
- „Wanted Dead or Alive” – Bon Jovi
- „Girls, Girls, Girls” – Mötley Crüe
- „Wild Side” – Mötley Crüe
- „You’re All I Need” – Mötley Crüe
- „So Emotional” – Whitney Houston
- „Heat of the Night” – Bryan Adams

1988
- „In the Round, in Your Face” (film koncertowy) – Def Leppard
- „Pour Some Sugar on Me” – Def Leppard
- „Armageddon It” – Def Leppard
- „Miracle Man” – Ozzy Osbourne
- „Never Givin Up” – The BusBoys
- „Bad Medicine” – Bon Jovi
- „Delicate Sound of Thunder” (film koncertowy) – Pink Floyd
- „Born to Be My Baby” – Bon Jovi

1989
- „Dr. Feelgood” – Mötley Crüe
- „I’ll Be There for You” – Bon Jovi
- „Lay Your Hands on Me” – Bon Jovi
- „18 and Life” – Skid Row
- „Living in Sin” – Bon Jovi
- „Kickstart My Heart” – Mötley Crüe

1990
- „Now You're Gone” – Whitesnake
- „Black Cat” – Janet Jackson
- „Painkiller” – Judas Priest
- „A Touch of Evil” – Judas Priest
- „Same Ol' Situation (S.O.S.)” – Mötley Crüe

1991
- „Enter Sandman” – Metallica
- „Operation: Livecrime” (film koncertowy) – Queensrÿche
- „Spending My Time” – Roxette
- „Church Of Your Heart” – Roxette

1992
- „Symphony of Destruction” – Megadeth
- „Wherever I May Roam” – Metallica
- „Sad but True” – Metallica

1993
- „Bed of Roses” – Bon Jovi
- „Freakit” – Das EFX
- „Long Way from Home” – Johnny Gill
- „Sweating Bullets” – Megadeth
- „99 Ways to Die” – Megadeth
- „Whatzupwitu” – Eddie Murphy z udziałem Michaela Jacksona

1994
- „5 Minutes Alone” – Pantera
- „Train of Consequences” – Megadeth
- „A Tout Le Monde” – Megadeth

1995
- „You Are Not Alone” – Michael Jackson
- „Water Runs Dry” – Boyz II Men

1996
- „When You Love a Woman” – Journey

1997
- „Shout It Out Loud” (Live From Tiger Stadium) – Kiss
- „Cunning Stunts” (zapis koncertu) – Metallica
- „Havana” – Kenny G

1998
- „Miami” – Will Smith
- „Because of You” – 98 Degrees
- „Vuelve” – Ricky Martin
- „The Cup of Life” – Ricky Martin

1999
- „I Want It That Way” – Backstreet Boys
- „Livin’ la Vida Loca” – Ricky Martin
- „Swear It Again” (UK version) – Westlife
- „S&M” – Metallica

2000
- „Give Me Just One Night (Una Noche)” – 98 Degrees
- „Try Again” – Aaliyah
- „She Bangs” – Ricky Martin
- „I Disappear” – Metallica
- „Bye Bye Bye” – N Sync
- „It's Gonna Be Me” – N Sync
- „It’s My Life” – Bon Jovi
- „Say It Isn’t So” – Bon Jovi
- „Thank You for Loving Me” – Bon Jovi

2001
- „Pop” – N Sync
- „I’m Not a Girl, Not Yet a Woman” – Britney Spears
- „Nobody Wants to Be Lonely” – Ricky Martin & Christina Aguilera

2002
- „The One You Love” – Paulina Rubio
- „Extreme Ways” – Moby

2003
- „Frantic” – Metallica

2004
- „Days Go By” – Keith Urban
- „Don't!” – Shania Twain

2006
- „Seize the Day” – Avenged Sevenfold
- „It Ends Tonight” – The All-American Rejects
- „Speak” – Godsmack

2007
- „Non Siamo Soli” – Eros Ramazzotti & Ricky Martin
- „If That's OK with You” – Shayne Ward
- „Piece of Me” – Britney Spears
- „Manda Una Señal” – Maná

2008
- „The Best Damn Thing” – Avril Lavigne
- „Forgive Me” – Leona Lewis
- „Your Love Is a Lie” – Simple Plan
- „Afterlife” – Avenged Sevenfold
- „In Love with a Girl” – Gavin DeGraw
- „Light On” – David Cook
- „Don’t Think I Don’t Think About It” – Darius Rucker
- „My Hallelujah Song” – Julianne Hough
- „Winter Wonderland” – Darius Rucker

2009
- „My Life Would Suck Without You” – Kelly Clarkson
- „Modern Day Delilah” – Kiss
- „Broken, Beat & Scarred” – Metallica
- „It Won't Be Like This for Long” – Darius Rucker
- „Rusted from the Rain” – Billy Talent
- „Alright” – Darius Rucker
- „All The Right Moves” – OneRepublic
- „Time for Miracles” – Adam Lambert
- „Resistance” – Muse
- „Orgullo, Pasión y Gloria: Tres Noches en la Ciudad de México” – Metallica

2010
- „I Like It” – Enrique Iglesias
- „Nightmare” – Avenged Sevenfold
- „Love Left to Lose” – Sons of Sylvia
- „Beautiful Monster” – Ne-Yo
- „Champagne Life” – Ne-Yo
- „Insatiable” – Nadine Coyle
- „What Do You Got?” – Bon Jovi

2011
- „Hollywood Tonight” – Michael Jackson
- „So Far Away" – Avenged Sevenfold
- „"Weird Al" Yankovic Live! – The Alpocalypse Tour”

2012
- „Goodbye in Her Eyes” – Zac Brown Band
- „Quebec Magnetic” (zapis koncertu) – Metallica

2013
- „Shepherd of Fire” – Avenged Sevenfold

2014
- „What Are You Waiting For” – Nickelback